# Байджиев, Мар Ташимович
Мар Ташимович Байджиев (23 марта 1935, Джалал-Абад, Киргизской ССР — 29 октября 2021, Бишкек, Кыргызстан) — киргизский и советский прозаик, публицист, драматург, журналист, режиссёр театра и кино, литературовед, переводчик. Народный писатель Кыргызской Республики (1994).

## Биография
Сын педагога и писателя Ташима Байджиева. Родился 23 марта 1935 года.
Окончил Киргизский госуниверситет, Высшие курсы сценаристов и режиссёров в г. Москве (1962—1964).
Затем работал главным редактором студии «Киргизфильм», в Министерстве культуры республики, собственным корреспондентом «Литературный газеты» (1971—1975), спецкором «Правды», «Комсомольской правды».
В 1990—1995 годах избирался депутатом Жогорку Кенеша (парламента) Киргизской Республики.
Умер 29 октября 2021 года.

## Творчество
Автор повестей, рассказов, публицистических статей и очерков, пьес и сценариев о сложных морально-этических проблемах современности.

## Избранная библиография
- Возвращение: Рассказы. — Ф.: Киргизгосиздат, 1964
- Дуэль: Драма. — М.: ВУОАИ, 1968
- Чужое счастье: Новеллы, повесть, киноповесть. — Ф.: Кыргызстан, 1969
- Осенние дожди: Сборник рассказов. — М.: Худ.литература, 1975
- Моя золотая рыбка: Рассказы и повести. — М.: Мол. гвардия, 1976
- Мы — мужчины: Весёлая притча. — М.: ВААП, 1976
- Древняя сказка: Драма. — М.: ВААП, 1978
- Мы — мужчины: Пьесы. — М.: Сов. писатель, 1978
- В субботу вечером: Пьесы. — М.: Искусство, 1987
- Т. Байжиев. — Б.: ЖЗЛК, 2004
- В битве за истину: Литературоведческие очерки разных лет. — Б.: Бейшекеев Улукбек, 2001
- На сцене: Сборник пьес. — Б.: Седепфонд, 2005 и др.

Драматургом Маром Байджиевым создан ряд пьес, с успехом поставленных на сценах театров Москвы, Ленинграда, вошедших в репертуар театров России, Латвии, Литвы, Эстонии, Грузии, Азербайджана, Украины, Молдавии, Узбекистана, Казахстана и др., которые также ставились на сценах Германии, Польши, Чехословакии, Румынии, Австрии, Венгрии, Финляндии, Швеции, Канады, Коста-Рики, Монголии и др., в том числе:
- «Возмужавшие» (1964),
- «Дуэль» (1966),
- «Мы — мужчины» (1969),
- «Праздник в каждом доме» (1972),
- «Жених и невеста» (1978),
- «Древняя сказка» (1976)
- «Но всё-таки»
- «Криминальный случай»
- «Старая дева выходит замуж» и др.

Особым успехом пользуется пьеса «Дуэль», переведённая на многие языки и обошедшая сцены многих театров СССР, а также Болгарии, Венгрии, Германии, Польши, Румынии, Австрии, Швеции и других стран. По ее сюжету созданы две оперы и снят кинофильм "Ливень" (1979).
Весомый вклад Мар Байджиев внёс в изучение и пропаганду киргизского эпоса «Манас»: он автор первого документального фильма о «Манасе» (1961 год, режиссёр Л. Турусбекова), в Национальной библиотеке КР организовал картинные галереи, посвящённые эпосу «Манас», малым киргизским эпосам, учредил премии имени репрессированных манасоведов Е. Д. Поливанова, Т. П. Байджиева и З. Бектенова, издал энциклопедический трёхтомник эпоса «Манас» на русском и английском языках, описал тернистый путь манасоведческой науки, дал свою научную оценку киргизскому эпосу, его поэтике, музыке и философскому смыслу.
В 2008 году Мар Байджиев осуществил художественное переложение эпоса «Манас» с киргизского на русский язык по вариантам Сагымбая Орозбакова, Саякбая Каралаева и других сказителей эпоса.
Известный киргизстанский критик Андрей Рябченко в сборнике прозы и поэзии «Мозаика» отмечает, что:
 «…перевод трилогии эпоса «Манас» Мара Байджиева не только достойно встаёт в один ряд с прежними переводами, но и во многом превосходит их. Впервые перевод выполнил писатель-билингв, не нуждающийся в подстрочниках, вставший в ряд с манасчы по авторской интерпретации и самобытности и, кроме того, автор многих драматических произведений и сценариев к известнейшим фильмам, опыт работы над которыми, несомненно, сказался на зрелищности, характерности и образности его нынешнего повествования». 
Мар Байджиев стоял у истоков киргизского кино, фильмы, снятые по его сценариям, удостоены высших дипломов на Всемирных и Всесоюзных кинофестивалях.
По его сценариям сняты художественные и телевизионные фильмы:
- «Потомок белого барса» («Киргизфильм», реж. Т. Океев, 1985),
- «Чужое счастье» («Узбекфильм», реж. Т. Камалова, 1978),
- «Ливень» ("Узбекфильм", реж. У.Назаров, 1979),
- «Нокдаун» («Киргизфильм», реж. Т. Раззаков),
- «Поезд дураков» («Киргизфильм», реж. М. Байджиев),
- «Окуя» («Киргизфильм», реж. М. Байджиев),
- «Золотая осень» («Киргизфильм» реж. Т. Океев, 1980),
- «Новогодняя ночь» («Казахфильм», реж. Р. Альпиев, 1982)
- «Мы — мужчины» (ЦТ Москва, реж. О. Лебедев).

При съемках фильмов «Окуя» и «Поезд дураков» выступал также в качестве режиссёра.
В 2008 Мар Байджиев осуществил художественное переложение эпоса «Манас» с киргизского на русский язык, переводил произведения Д. Фурманова, пьесы А. Чехова, Ж. Кокто, в своем переводе поставил на киргизской сцене трагедию В. Шекспира «Антоний и Клеопатра».

## Награды и звания
- Орден «Манас» III степени (22 ноября 2004) — за большой вклад в кыргызскую национальную культуру[1].
- Орден «Данакер» (13 ноября 2009) — за активную законотворческую деятельность, заслуги в проведении социально-экономических реформ в республике, а также в ознаменование 70-летия Жогорку Кенеша Кыргызской Республики[2].
- Народный писатель Кыргызской Республики (20 июня 1994) — за большой вклад в развитие кыргызской литературы[3][4].
- Заслуженный деятель искусств Киргизской ССР.
- Почётный знак «За заслуги в развитии культуры и искусства» (17 апреля 2014, Межпарламентская ассамблея СНГ) — за значительный вклад в формирование и развитие общего культурного пространства государств — участников Содружества Независимых Государств, в реализацию идей сотрудничества в сфере культуры и искусства, воспитание, подготовку творческих кадров[5].
- Именные часы от имени Премьера-министра Кыргызской Республики (25 июня 2015) — в знак признания особых заслуг[6]
- Отличник кинематографии СССР.
- Межгосударственная премия СНГ «Звёзды Содружества» за 2018 год[7].